# Шугыла (Алматинская область)
Шугыла (каз. Шұғыла) — микрорайон в Наурызбайском районе города Алматы Казахстан. Код КАТО — 195239900.

## Население
В 1999 году население села составляло 82 человека (40 мужчин и 42 женщины). По данным переписи 2009 года, в селе проживало 2489 человек (1221 мужчина и 1268 женщин).